# Andrena nitidula
Andrena nitidula är en biart som beskrevs av Pérez 1903. Andrena nitidula ingår i släktet sandbin, och familjen grävbin. Inga underarter finns listade i Catalogue of Life.